# Archidiecezja Cape Coast
Archidiecezja Cape Coast (łac. Archidiœcesis A Litore Aureo) – archidiecezja rzymskokatolicka w Ghanie. Powstała w 1869 jako prefektura apostolska Gold Coast. Podniesiona do rangi wikariatu apostolskiego w 1901. Ustanowiona archidiecezją pod obecną nazwą w 1950.

## Główne świątynie
- Archikatedra: Archikatedra św. Franciszka Salezego w Cape Coast
- Bazylika mniejsza: Bazylika św. Józefa w Elmina

## Biskupi diecezjalni

### Prefekci apostolscy Gold Coast
- Jean-Maria Michon SMA (1894–1895)
- Maximilien Albert SMA (1895–1901)

### Wikariusze apostolscy Gold Coast
- Maximilien Albert SMA (1901–1903)
- Isidore Klaus SMA (1904–1905)
- François-Ignace Hummel SMA (1906–1924)
- Ernest Hauger SMA (1925–1932)

### Arcybiskupi metropolici
- William Thomas Porter SMA (1933–1959)
- John Kodwo Amissah (1959–1991)
- Peter Turkson (1992–2009)
- Matthias Nketsiah (2010–2018)
- Charles Palmer-Buckle (od 2018)